# Bogatki
Bogatki – wieś sołecka w Polsce położona w województwie mazowieckim, w powiecie piaseczyńskim, w gminie Piaseczno.
Wieś zlokalizowana 10 km od Piaseczna przy drodze wojewódzkiej nr 722 w kierunku Grójca. Przylega do Chojnowskiego Parku Krajobrazowego. Na terenie wsi znajdują się remiza OSP, świetlica dla dzieci i młodzieży, dwa sklepy, stajnia koni oraz warsztaty samochodowe.
Niedaleko wsi płynie rzeka Jeziorka, zamieszkiwana m.in. przez bobry oraz raki.
Wieś szlachecka Losz położona była w drugiej połowie XVI wieku w powiecie czerskim  ziemi czerskiej województwa mazowieckiego.

## Historia
Bogatki to gniazdo rodowe Bogatków herbu Pomian. W 1 połowie XV w. ziemię w Bogatkach posiadali: Marcin Bogatko, Mikołaj i Paweł, który w 1436 r. wraz z synami Andrzejem i Janem, dokonał podziału dóbr. Bogatkowie zniknęli z tego terenu w XVII w.
W 1921 przeprowadzono Pierwszy Powszechny Spis Ludności. Według tych danych Bogatki liczyły 37 domów i 262 mieszkańców.
W 1952 Bogatki weszły w skład gminy Głosków. Z końcem 1954 doszło do likwidacji gmin i Bogatki znalazły się na terenie gromady Jazgarzew.
Od 1973 wieś należy do gminy Piaseczno.
W latach 1975–1998 miejscowość administracyjnie należała do województwa warszawskiego.